# Deception (rivière)
Pour les articles homonymes, voir Déception (homonymie) et Rivière Déception.
La rivière Deception  (anglais : Deception River) est une rivière du district de Grey dans la région de la West Coast dans l’Ile du Sud de la Nouvelle-Zélande. C’est un affluent de la rivière Otira

## Géographie
La rivière Deception s’écoule vers le nord sur 17 km à partir de sa source sur les pentes du mont Franklin. Elle passes tout près du col de “Goat Pass”, qui donne accès de la rivière Mingha. Presque l’ensemble du trajet de la rivière est situé dans le Parc national d'Arthur's Pass.

## Étymologie
La rivière fut autrefois appelé "Goat Creek". Elle fut explorée vers les années vers 1900 et fut envisagée comme pouvant être une route alternative pour la ligne de chemin de fer de la Midland Line, et cette évaluation a alerté sur le niveau de l’eau qui pourrait être dangereux. Environ trois mois plus tard, une inondation de la rivière dans la vallée d’Otira causa plusieurs milliers de dollars de dégâts pour la ligne de chemin de fer et la rivière reçu son nom actuelle de "rivière Déception".

## Aménagements et écologie
Le "Department of Conservation" maintient en état un chemin de randonnée (tramping in New Zealand (en)) le long de la rivière, et elle constitue une partie du trajet de la course annuelle nommée de «Coast to Coast race».
Des refuges (Backcountry hut (en)s) sont disponibles pour les randonnées. L’un d’eux, disponible pour les randonneurs, est située près de “Goat Pass”, et un autre, plus petit, est située plus bas le long de la rivière.